# ماريك هامشيك
ماريك هامشيك (بالسلوفاكية: Marek Hamšík) (مواليد 27 يوليو 1987 في بانسكا بيستريتسا - تشيكوسلوفاكيا) لاعب كرة قدم سلوفاكي لعب لصالح نادي نابولي في الدوري الإيطالي الدرجة الأولى الإيطالي منذ 2007 في مركز الوسط المحوري وحتى فبراير 2019. تم تصنيفه كأفضل لاعب في أوروبا بواسطة مجلة بلومبيرغ نيوز. يلعب مارك هامشيك غالبًا كلاعب خط وسط أيسر أو لاعب وسط متقدم. نجمه المفضل وقدوته هو التشيكي بافل نيدفيد.

## مسيرته الاحترافية

### بريشيا
على الرغم من أن ماريك نشأ في بانسكا بيستريكا الا أنه لم يلعب لنادي المدينة دوكلا بانسكا بانستريكا (Dukla Banská Bystrica). وبدلا من ذلك بدأ اللعب في ناشئي (Jupie Podlavice). وفي عام 2002 وقع لأكبر أندية سلوفاكيا نادي سلوفان براتسلافا وفي أول حضور له سجل هدفاً. ثم انتقل بعدها إلى نادي بريشيا الإيطالي في عام 2004 وهو لايزال في الـ17 عاماً وكان مبلغ انتقال الشاب الموهوب 500,000 يورو. وكانت أول مباراة له في دوري الدرجة الأولى كانت ضد كييفو فيرونا في 20 آذار 2005 وهو بعمر الـ17 و237 يوم. أنهى بريشيا هذا الموسم في المركز الـ19 وهبط للسيريا بي في 2005-2006. في دوري الدرجة الثانية لعب 24 مباراة مع بريشيا وأنهى الموسم عاشراً. موسم 2006-2007 كان موسم مثير للإعجاب حيث تمكن هامشيك من تسجيل 10 أهداف في 40 لقاء لعبها للبريشيا.

### نابولي
في 28 يونيو 2007 أعلن النادي الصاعد حديثاً لدوري الدرجة الأولى نادي نابولي تعاقدة مع النجم السلوفاكي بعقد مدته 5 مواسم وقيمته تبلغ 5.5 مليون يورو، رئيس نادي نابولي أوريليو دي لورينتيس وصف الصفقة حينها بأنها كانت مع لاعب سنتطلع لما سيقدمه مستقبلاً. أول مبارياته مع نابولي كانت أمام تشيزينا برسم كأس إيطاليا وقد فاز فيها نابولي 4-0 حيث سجل هامسيك هدفاً وصنع آخر، في 16 آيلول 2007 سجل أول هدافه في السيريا آ مع نابولي في مرمى سامبدوريا.

### داليان ييفانغ
في 14 فبراير 2019 وقع هامشيك عقدا مع نادي داليان ييفانغ الصيني وفي 4 مارس لعب أول مبارياته معه في الدوري الصيني الممتاز أمام نادي هينان جيانيي بنتيجة انتهت 1-1.

## صعوده
في عام 2007 كان قد نال المركز الثاني كأفضل لاعب سلوفاكي خلف مارتن شكرتيل ونال بنفس السنة جائزة أفضل لاعب صاعد. هامسيك أنهى أول موسم له مع نابولي كهداف للفريق بـ9 أهداف في 37 مباراة في بداية موسم 2008-2009 سجل ماريك في أول مباراتين لنابولي في الموسم كما أنهى الموسم للمرة الثانية كهداف للفريق وبنفس الرصيد السابق 9 أهداف. وفي الموسم نفسه كرر نفس نجاح العام الماضي كثاني أفضل لاعب سلوفاكي وأفضل لاعب صاعد في سلوفاكيا.

## مسيرته الدولية

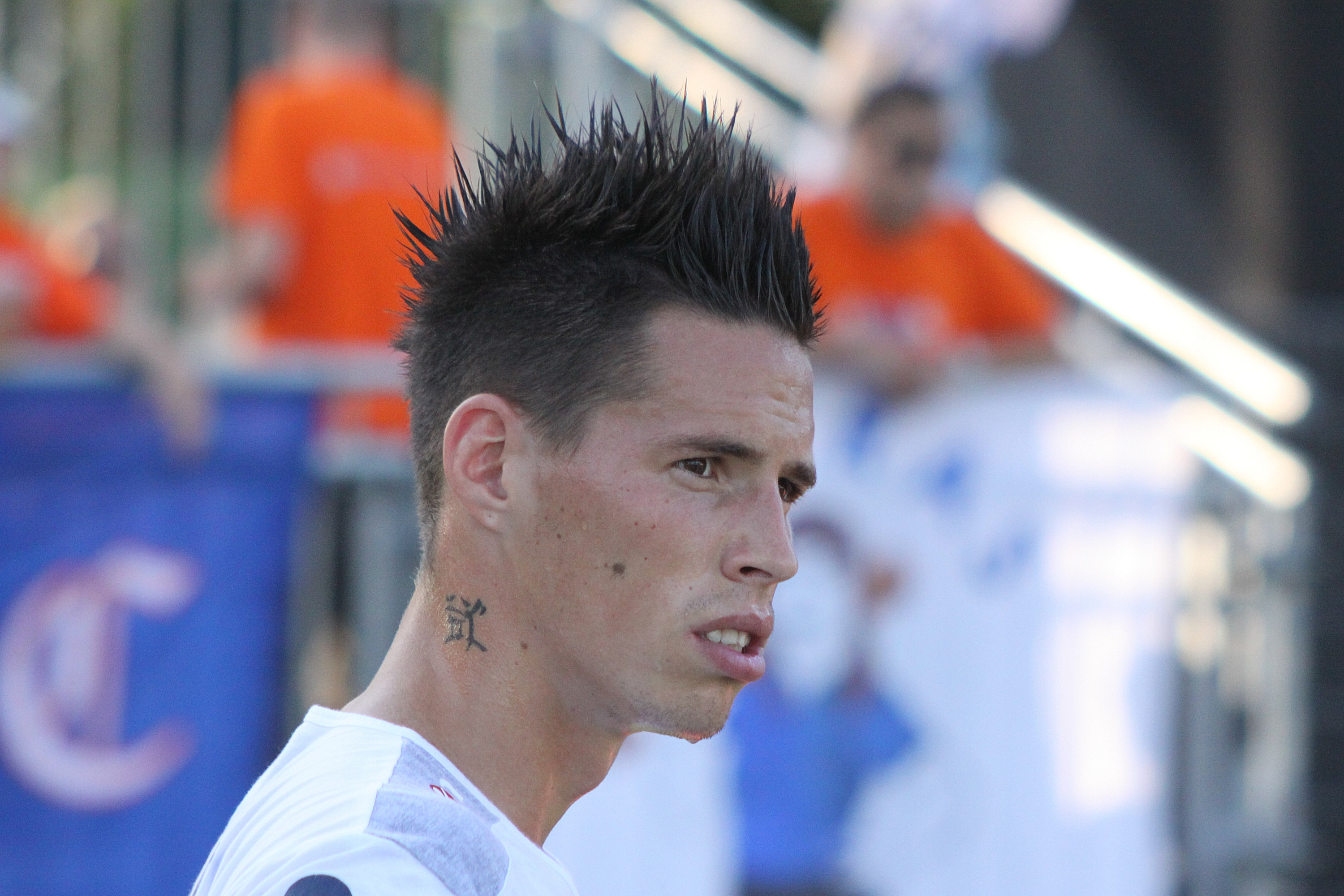

مثل ماريك منتخب الناشئين ولعب في بطولة كأس الأمم الاووبية تحت 17 سنة، كما لعب في نفس البطولة ولكن تحت 21 سنة في وقت لاحق. كما لعب في المنتخب السلوفاكي تحت 21 سنة. لعب أول مباراة دولية في 7 فبراير 2007 أمام بولندا وانتهت بالتعادل 2-2 وخاض مباراته الثانية أمام ألمانيا في تصفيات أمم أوروبا 2008 التي خسرتها سلوفاكيا 2-1.

### أهدافه الدولية
| #  | التاريخ         | المكان                                         | المشاركة | الخصم            | الهدف | النتيجة | المسابقة                       |
| -- | --------------- | ---------------------------------------------- | -------- | ---------------- | ----- | ------- | ------------------------------ |
| 1  | 13 أوكتوبر 2007 | مول أرينا، دوبنيتسا ناد فاهوم، سلوفاكيا        | 6        | سان مارينو       | 1–0   | 7–0     | تصفيات بطولة أمم أوروبا 2008   |
| 2  | 21 نوفمبر 2007  | ملعب سان مارينو، سرافاله، سان مارينو           | 9        | سان مارينو       | 3–0   | 5–0     | تصفيات بطولة أمم أوروبا 2008   |
| 3  | 6 سبتمبر 2008   | تيهيلني بول، براتيسلافا، سلوفاكيا              | 15       | أيرلندا الشمالية | 2–0   | 2–1     | تصفيات كأس العالم 2010         |
| 4  | 19 نوفمبر 2008  | ملعب بود دوبنوم، جيلينا، سلوفاكيا              | 18       | ليختنشتاين       | 1–0   | 4–0     | ودية                           |
| 5  | 19 نوفمبر 2008  | ملعب بود دوبنوم، جيلينا، سلوفاكيا              | 18       | ليختنشتاين       | 2–0   | 4–0     | ودية                           |
| 6  | 10 فيفري 2009   | ملعب تسيريو، ليماسول، قبرص                     | 19       | أوكرانيا         | 2–2   | 2–3     | ودية                           |
| 7  | 5 سبتمبر 2009   | تيهيلني بول، براتيسلافا، سلوفاكيا              | 25       | جمهورية التشيك   | 2–1   | 2–2     | تصفيات كأس العالم 2010         |
| 8  | 14 نوفمبر 2009  | تيهيلني بول، براتيسلافا، سلوفاكيا              | 28       | الولايات المتحدة | 1–0   | 1–0     | ودية                           |
| 9  | 15 أغسطس 2012   | استاد أودنسه، أودنسه، الدنمارك                 | 55       | الدنمارك         | 2–1   | 3–1     | ودية                           |
| 10 | 12 أوكتوبر 2012 | ملعب باسينكي، براتيسلافا، سلوفاكيا             | 58       | لاتفيا           | 2–0   | 3–0     | تصفيات كأس العالم 2014         |
| 11 | 10 سبتمبر 2013  | ملعب بود دوبنوم، جيلينا، سلوفاكيا              | 67       | البوسنة والهرسك  | 1–0   | 1–2     | تصفيات كأس العالم 2014         |
| 12 | 12 أوكتوبر 2014 | بوريسوف أرينا، باريساو، بيلاروس                | 73       | بيلاروس          | 1–0   | 3–1     | تصفيات بطولة أمم أوروبا 2016   |
| 13 | 12 أوكتوبر 2014 | بوريسوف أرينا، باريساو، بيلاروس                | 73       | بيلاروس          | 2–1   | 3–1     | تصفيات بطولة أمم أوروبا 2016   |
| 14 | 18 نوفمبر 2014  | ملعب بود دوبنوم، جيلينا، سلوفاكيا              | 75       | فنلندا           | 2–0   | 2–1     | ودية                           |
| 15 | 14 يونيو 2015   | ملعب بود دوبنوم، جيلينا، سلوفاكيا              | 78       | مقدونيا          | 2–0   | 2–1     | تصفيات بطولة أمم أوروبا 2016   |
| 16 | 12 أوكتوبر 2015 | ملعب جوسي بارتيل، لوكسمبورغ (مدينة)، لوكسمبروغ | 82       | لوكسمبورغ        | 1–0   | 4–2     | تصفيات بطولة أمم أوروبا 2016   |
| 17 | 12 أوكتوبر 2015 | ملعب جوسي بارتيل، لوكسمبورغ (مدينة)، لوكسمبروغ | 82       | لوكسمبورغ        | 4–2   | 4–2     | تصفيات بطولة أمم أوروبا 2016   |
| 18 | 29 مايو 2016    | آوغسبورغ أرينا، آوغسبورغ، ألمانيا              | 86       | ألمانيا          | 1–1   | 3–1     | ودية                           |
| 19 | 15 يونيو 2016   | ملعب بيار موروا، فيلينوف داسك، فرنسا           | 89       | روسيا            | 2–0   | 2–1     | كأس أوروبا 2016                |
| 20 | 11 نوفمبر 2016  | ملعب أنطون مالاتينسكو، ترنافا، سلوفاكيا        | 95       | ليتوانيا         | 4–0   | 4–0     | تصفيات كأس العالم 2018         |
| 21 | 10 يونيو 2017   | ملعب إل إف إف، فيلنيوس، ليتوانيا               | 97       | ليتوانيا         | 2–0   | 2–1     | تصفيات كأس العالم 2018         |
| 22 | 13 أوكتوبر 2018 | ملعب أنطون مالاتينسكو، ترنافا، سلوفاكيا        | 108      | جمهورية التشيك   | 1–1   | 1–2     | دوري الأمم الأوروبية 2018–19 ب |
| 23 | 11 يونيو 2019   | باكسيل أرينا، باكو، أذربيجان                   | 114      | أذربيجان         | 3–1   | 5–1     | تصفيات بطولة أمم أوروبا 2020   |
| 24 | 11 يونيو 2019   | باكسيل أرينا، باكو، أذربيجان                   | 114      | أذربيجان         | 4–1   | 5–1     | تصفيات بطولة أمم أوروبا 2020   |
| 25 | 19 نوفمبر 2019  | ملعب أنطون مالاتينسكو، ترنافا، سلوفاكيا        | 120      | أذربيجان         | 2–0   | 2–0     | تصفيات بطولة أمم أوروبا 2020   |
| 26 | 14 أوكتوبر 2020 | ملعب أنطون مالاتينسكو، ترنافا، سلوفاكيا        | 123      | إسرائيل          | 1–0   | 2–3     | دوري الأمم الأوروبية 2020–21 ب |

## وصلات خارجية
- ماريك هامشيك على موقع الاتحاد الدولي (مؤرشف)  (الإنجليزية)
- ماريك هامشيك على موقع الاتحاد الأوربي (الإنجليزية)
- ماريك هامشيك على موقع قاعدة بيانات كرة القدم.إي يو (الإنجليزية)
- ماريك هامشيك على موقع بيانات كرة القدم. دي إي (الألمانية)
- ماريك هامشيك على موقع ليكيب (الفرنسية)
- ماريك هامشيك على موقع ناشيونال فوتبول تيمز (الإنجليزية)
- ماريك هامشيك على موقع Soccerway.com (الإنجليزية)
- ماريك هامشيك على موقع عالم كرة القدم.نت (الإنجليزية)
- ماريك هامشيك على موقع AS.com (الإسبانية)